# Тев'як довгомордий
{{#ifeq:0|0|{{#if:|{{#if:Halichoerusgrypus|[[]}}|}}}}
Тев'як довгомордий (Halichoerus grypus) — вид тварин родини Тюленевих. Етимологія: грец. ἅλς — сіль; грец. χοίρος — свиня.

## Поширення
Мешкає на континентальному шельфі субарктичних північних атлантичних вод з помірно холодним кліматом. Існує три популяції ізольовані як географічно, так і за часом відтворення: балтійська (Балтійське море), східно-атлантична (Північне море, протока Ла-Манш, Ірландське море, Норвезьке море, Баренцове море, узбережжя Ісландії і Фарерських островів) і західно-атлантична (узбережжя о. Ньюфаундленд, п-ова Лабрадор та крайнього північного сходу США).

## Таксономія
Типовий вид роду Halichoerus Nilsson, 1820, встановлений як "Halichoerus griseus Nilsson" (=Halichoerus grypus Fabricius, 1791). У фауні світу та регіону — єдиний вид цього роду.
Номінативний підвид Halichoerus grypus grypus Fabricius, 1791 описаний з Балтійського моря, підвид Halichoerus grypus atlantica Nehring, 1886 формує обидві атлантичні популяції. Згідно молекулярно-генетичних досліджень східно- та західно-атлантична популяція зазнають репродуктивної ізоляції протягом близько мільйону років, і, можливо, можуть вважатись окремими підвидами.

## Опис
Забарвлення варіює в широких межах пробігаючи відтінки сірого, коричневого, чорного і сріблястого. Обидві статі темніші по центру спини й світлі на животі. Деякі самці майже повністю чорні, а деякі самиці назагал кремові. Для H. grypus характерний великий статевий диморфізм. У Великій Британії довжина дорослих самців у середньому 2 м, вага 233 кг, максимальна 310 кг. Дорослі самиці в середньому довжиною 1,8 м, вагою 155 кг. При народженні довжина щенят 90-105 см, вага цуценят-самців у середньому 15,8 кг, самиць у середньому 14,8 кг. Лактація триває близько 15-18 днів. З моменту народження до відлучення від молока, самиці втрачають близько 5,7 кг на день. Пірнають неглибоко й на нетривалий час, менше 120 м і менше ніж 8 хв, відповідно. 
Тев'як споживає різного роду рибу, напр. тріска, оселедець, зубатка, мойва, камбала.